# Reda Caire
Reda Caire nome d'arte di Joseph Gandhour (Il Cairo, 14 febbraio 1905 – Clermont-Ferrand, 9 settembre 1963) è stato un cantante francese di operette di origine egiziana.

## Biografia
Era nato in Egitto, nel 1908  e prese il nome d'arte dalla sua città natale. Recitò nel film L'enfant de minuit.
Tra gli anni 1930 e 1950 divenne famoso a Parigi come cantante di operette.
Durante la seconda guerra mondiale fu accusato di essere ebreo. Era gay, anche se non dichiarato.
Fu sepolto a Saint-Zacharie, in Francia, nel 1963.